# استاد شطرنج (بازی ویدئویی)
استاد شطرنج (به انگلیسی: Chessmaster) یک سری از بازی‌های رایانه‌ای شطرنج می‌باشد که در حال حاضر تحت مالکیت یوبی سافت بوده و توسط این شرکت تولید و منتشر می‌شود. این سری، پرفروش‌ترین فرانشیز بازی‌های رایانه‌ای شطرنج در طول تاریخ می‌باشد که تا سال ۲۰۰۲، بیش از پنج میلیون نسخه از آن به فروش رفته‌است.

## خط زمانی نسخه‌های بازی
- ۱۹۸۶: سری استاد شطرنج با تولید بازی «استاد شطرنج ۲۰۰۰» توسط شرکت «ماینداسکیپ» آغاز شد. این نسخه از بازی برای رایانه‌های آمیگا، اپل ۲، آتاری ۸-بیت، آتاری اس تی، اسپکتروم، کمودور ۶۴، آمستراد سی پی سی، ام اس ایکس، مکینتاش، و سیستم عامل داس منتشر شد. موتور بازی این نسخه توسط «دیوید کیتینگر»[۴] نوشته شد و سازنده، هوش مصنوعی بازی را در رده ۲۰۰۰ رده‌بندی فدراسیون شطرنج ایالات متحده، رده‌بندی نمود. در واقع این هوش مصنوعی بازی بین رده‌های ۱۵۵۰–۱۶۹۰ ریتینگ الو (یا ۱۷۵۰–۱۸۰۰ سیستم رده‌بندی ایالات متحده) بازی می‌کند.[۵] در ژوئیه همان سال، این بازی اولین نرم‌افزار تجاری لقب گرفت که توانست در شهر موبیل، آلاباما و در کلاس رایانه‌های شخصی به عنوان برنده مسابقات قهرمانی شطرنج اوپن دست یابد.[۶]
- ۱۹۸۸: بازی The Fidelity Chessmaster 2100 برای رایانه اپل ۲ جی‌اس منتشر شد.
- ۱۹۸۹: بازی The Fidelity Chessmaster 2100 برای رایانه‌های مبتنی بر سیستم عامل ام اس-داس منتشر شد.
- ۱۹۹۰: بازی Chessmaster برای کنسول‌های نینتندو ای اس و گیم بوی منتشر شد. در این سال همچنین یک نسخه از بازی The Fidelity Chessmaster 2100 برای رایانه‌های آمیگا تولید و منتشر گردید.
- ۱۹۹۱: بازی استاد شطرنج برای کنسول سوپر نینتندو منتشر شد. در این سال نسخه جدیدی از این سری با نام «استاد شطرنج ۳۰۰۰» برای داس و ویندوز ۳٫۰ منتشر شد.
- ۱۹۹۳: «استاد شطرنج ۴۰۰۰ توربو» برای ویندوز ۳ منتشر شد، ضمن اینکه یک نسخه از بازی استاد شطرنج ۳۰۰۰ برای سیستم عامل مکینتاش منتشر شد.
- ۱۹۹۵: استاد شطرنج ۴۰۰۰ برای ویندوز ۹۵ منتشر شد، ضمن اینکه یک نسخه با نام «استاد شطرنج سه بعدی» با استفاده از موتور Chessmaster 4000 برای پلی استیشن ساخته شد.[۷]
- ۱۹۹۶: استاد شطرنج ۴۰۰۰ برای مکینتاش منتشر شد. در همان سال نسخه‌ای جدید با نام استاد شطرنج ۵۰۰۰ برای سیستم عامل ویندوز ۹۵ انتشار یافت.
- ۱۹۹۷: استاد شطرنج ۵۵۰۰ برای ویندوز ۹۵ منتشر شد.
- ۱۹۹۸: استاد شطرنج ۶۰۰۰ برای ویندوز ۹۵، ویندوز ۹۸ و مکینتاش منتشر شد.
- ۱۹۹۹: استاد شطرنج ۷۰۰۰ برای ویندوز ۹۸، و یک نسخه جدید با نام Chessmaster II برای کنسول پلی استیشن تولید و منتشر شدند.[۸]
- ۲۰۰۰: استاد شطرنج ۸۰۰۰ برای ویندوز ۹۸ منتشر شد.
- ۲۰۰۲: استاد شطرنج ۹۰۰۰ برای ویندوز ۹۸، ویندوز ام‌ئی و اکس پی منتشر شد.
- ۲۰۰۴: بازی Chessmaster 10th Edition برای ویندوز اکس پی منتشر شد، در همان سال یک نسخه از استاد شطرنج ۹۰۰۰ توسط شرکت «فرال اینتراکتیو»[۹] برای سیستم عامل مک اواس ده تولید و عرضه گردید.[۱]
- ۳۰ اکتبر ۲۰۰۷: نسخه جدیدی از Chessmaster XI برای رایانه‌های شخصی (با عنوان Chessmaster: Grandmaster Edition)، کنسول دستی نینتندو دی اس (با عنوان Chessmaster: The Art of Learning) منتشر شد. این عنوان در تاریخ ۱۲ فوریه ۲۰۰۸ نیز برای پلی استیشن پرتابل و با همین عنوان منتشر شد. این عنوان شامل یک قسمت آموزشی نیز بود که توسط Joshua Waitzkin استاد بین‌المللی شطرنج تهیه شده بود.[۱۰]

## موتور شطرنج
موتور شطرنج بازی Chessmaster که The King نامیده می‌شود، توسط یک هلندی به نام «یوهان د کانینگ» نوشته شد. این موتور در بازی Chessmaster 4000 معرفی شد، موتور نسخه‌های قبلی این سری توسط «دیوید کیتینگر» نوشته شده بود.
بر طبق فهرست رتبه‌بندی «انجمن شطرنج رایانه‌ای سوئد»، بازی Chessmaster 9000 که بر روی یک رایانه شخصی اتلون-۱۲۰۰ اجرا شد دارای ریتینگ الو ۲۷۱۵ است. موتور شطرنج این بازی در مقایسه با موتورهای شطرنج دیگر، در رتبه چهاردهم قرار دارد. لیست رتبه‌بندی دیگری که در مارس ۲۰۰۹ و توسط «سازمان رده‌بندی شطرنج رایانه‌ای» منتشر شد، موتور شطرنج بازی Chessmaster 11th Edition در رتبه بیست و دوم این فهرست قرار داشت.
موتور شطرنج The King به بازیباز این اجازه را می‌داد که با تغییر تنظیمات متفاوت به‌طور شخصی روش بازی را ایجاد کند، به این روش اصطلاحاً «شخصیت سازی» گفته می‌شود. برای مثال بازی Chessmaster 9000 بیش از ۱۵۰ «شخصیت» مختلف از استاد بزرگ بین‌المللی تا «استنلی» را دارد. (استنلی هوش مصنوعی در حد یک شامپانزه را دارد که حرکات تصادفی انجام می‌دهد)

### بازی‌های جالب
- مسابقه «لری کریستیانسن» (استاد بزرگ شطرنج) علیه برنامه «استاد شطرنج ۹۰۰۰» بازی اول, بازی دوم, بازی سوم, بازی چهارم

در مجموع چهار مسابقه انجام شده در سپتامبر ۲۰۰۲، بازی رایانه‌ای Chessmaster 9000 با امتیاز ۲½-۱½ بر «لری کریستیانسن» پیروز شد. برنامه Chessmaster توسط «جان مرلینو» مدیر پروژه Chessmaster در آن زمان، هدایت شد. برنامه Chessmaster در این مسابقه از چهار «شخصیت» مختلف استفاده کرد، در سه مسابقه اول، شخصیت استادان بزرگ شطرنج مانند الکساندر آلخین، بابی فیشر و میخائیل بتوینیک برنامه طراحی شد، و در مسابقه چهارم شخصیت معمولی Chessmaster در مقابل کریستیانسن قرار گرفت. لری کریستیانسن در اولین مسابقه پیروز و در دومین و سومین مسابقه شکست خورد و نتیجه چهارمین مسابقه هم به تساوی کشیده شد.

## پلتفرم‌ها
تا به امروز نسخه‌های مختلفی از سری Chessmaster برای پلتفرم‌های مختلف تولید و منتشر شده‌است. این پلتفرم‌ها عبارتند از: آمیگا، اپل ۲، اپل ۲جی اس، آتاری ۸-بیت، آتاری اس تی، آمستراد سی پی سی، زد اکس اسپکتروم، کمودور ۶۴، ام اس-داس، پی سی، مکینتاش، نینتندو ان‌ای‌اس، سوپر نینتندو، گیم بوی، گیم بوی کالر، گیم بوی ادوانس، نینتندو دی اس، سگا جنسیس، سگا گیم گیر، پلی استیشن ۱، پلی استیشن ۲، ایکس باکس و تلفن‌های همراه. شرکت یوبی سافت یک نسخه قابل دانلود از بازی را با عنوان Chessmaster Challenge منتشر کرد که تفاوت آن با Chessmaster 10th Edition در رابط کاربری ساده‌تر و آموزش‌های درون بازی کوچکتر بود.
اغلب نسخه‌های جدید سری Chessmaster شامل هر دو حالت دوبعدی و سه بعدی، همچنین تعداد زیادی صفحه‌ها و مهره‌های شطرنج مختلف می‌باشد. رابط کاربری بازی از نسخه Chessmaster 10th Edition دچار بازنگری شد و انیمیشن‌های سه بعدی از حرکت مهره‌ها و سکانس‌های نبرد بین آن‌ها (که یادآور بازی «نبرد شطرنج» یا بازی شطرنج در فیلم هری پاتر است) به بازی اضافه شد. در بسته بازی Chessmaster 10th Edition یک عینک قرمز و آبی نیز جهت تماشای بازی به صورت سه بعدی پیشرفته وجود داشت.

### ایکس باکس آرکید
یک نسخه از بازی برای ایکس باکس لایو آرکید با قابلیت پشتیبانی از بازی چندنفره آنلاین و دوربین «ایکس لاکس لایو ویژن»، با نام Chessmaster Live در تاریخ ۳۰ ژانویه ۲۰۰۸ منتشر شد که البته در حال حاضر دیگر در بازار موجود نمی‌باشد.

## بازتاب‌ها
مجله کامپیوت! در مورد بازی Chessmaster 2000 نوشت که این محصول اکنون به عنوان استاندارد بازی‌های شطرنج است و بقیه بازی‌های مشابه را باید با این بازی سنجید، ضمن اینکه شرکت سازنده (سافت ویر تول ورکز) را به دلیل اختصاص موتور بازی به تمامی نسخه‌ها مورد انتقاد قرار داد. در سال ۱۹۸۶ نویسنده مجله «کامپیوتر گیمینگ ورلد» در مورد نسخه «آی بی ام» بازی نوشت: «من آرزو داشتم می‌توانستم در مورد این بازی نکته منفی پیدا کنم اما موفق نشدم… مطمئناً این اولین و بهترین پیشنهاد من به علاقه‌مندان می‌باشد». این مجله همچنین گرافیک نسخه آمیگا را «استثنایی» و این نسخه را هم به علاقه‌مندان شدیداً توصیه کرد. نسخه Chessmaster 2000 اولین و تنها بازی شطرنج بود که در نظرسنجی خوانندگان «کامپیوتر گیمینگ ورلد» بهترین رتبه را با نمره ۷٫۲۵ از ۱۰ به دست آورد. همچنین در سال ۱۹۸۸ این بازی در بخش Hall of Fame مجله، به عنوان یکی از بهترین‌های تاریخ به انتخاب خوانندگان قرار گرفت. در سال ۱۹۸۹ و طی یک مقایسه بین ویژگی‌های جدید بازی Chessmaster 2100 و Sargon 4، بازی Chessmaster به راحتی از دید این مجله برنده این مقایسه شد. در سال ۱۹۹۲ نیز این مجله در مورد Chessmaster 3000 ویژگی‌های جدید نسبت به نسخه‌های قبلی را برشمرد و از بخش جدید آموزش آن تقدیر کرد، ضمن اینکه آن را به عنوان یک «دنباله هیجان انگیز» برای سری Chessmaster نامید.
مجله ژاپنی فامیتسو در سال ۱۹۹۱ به نسخه سوپر نینتندو بازی نمره ۲۳ از ۴۰، به در سال ۱۹۹۴ به نسخه گیم بوی آن، نمره ۲۱ از ۴۰ را داد.
واکنش منتقدان به سری Chessmaster اغلب مثبت بوده‌است. سایت گیم اسپات در مورد این سری نوشت: «سری Chessmaster از دهه ۸۰ تاکنون به عنوان استاندارد بازی‌های شطرنج کنسول، باقی مانده است». سایت «آی جی ان» نیز نوشت: «این سری تاکنون به عنوان بهترین راه برای یادگیری بازی و شطرنج بر روی رایانه شخصی باقی مانده‌است».
نسخه Chessmaster: Grandmaster Edition بر روی پی سی، نقدهای مثبتی دریافت کرد، مجله «پی‌سی گیمر» این بازی را به عنوان بازی شطرنج برای تمام خانواده نامید. نسخه Chessmaster 10th Edition رنکینگ ۸۴٪ را از نمرات سایت «گیم رنکینگز» به دست آورد. «آی جی ان» به نسخه نمره ۸٫۴ از ۱۰ داد و آن را بهترین بازی شطرنج موجود نامید. منتقد سایت گیم اسپات در مورد این نسخه نوشت: «اگر شما به دنبال یک برنامه خوب شطرنج می‌گردید که همه امکانات را یکجا برای شما داشته باشد، قطعاً نسخه Chessmaster 10th Edition شما را راضی خواهد کرد».
نسخه تلفن همراه این سری از «آی جی ان» نمره بسیار خوب ۹ از ۱۰ را دریافت کرد. این سایت، این نسخه را یک محصول بسیار عالی توصیف کرد که علاقه‌مندان بازی‌های فکری می‌توانند هفته‌ها از آن لذت ببرند. سایت آی‌جی‌ان نسخه نینتندو دی‌اس بازی Chessmaster: The Art of Learning را نقد و از نداشتن بخش چند نفره آن انتقاد کرد، اما در مجموع نمره خوب ۸٫۷ از ۱۰ را به آن داد. اما در مورد نسخه پلی استیشن همراه این بازی، عبارت «خسته کننده» را به کار برد و اضافه کرد: «با این حال هیچ شکی نیست که اطلاعات این بازی ارزشمند است و شما می‌توانید چیزهای جدیدی از آن یاد بگیرید».
با وجود اینکه موتور بازی Chessmaster به قدرت موتور بازی‌های شطرنج مشابه در بازار (مانند فریتز) نبود، منتقدان سری Chessmaster را به دلیل آموزش‌های موجود در بازی که قشر آماتور و معمولی را برای آموزش هدف قرار داده بود، ستودند. آی‌جی‌ان در نقد Chessmaster 9000 نوشت: «این سری بازی همیشه خود را به عنوان ابزار آموزش شطرنج رده-اول مطرح کرده‌است». و از ابزار آموزشی این بازی که جزئیات فراوانی برای مبتدیان شطرنج فراهم می‌کند، تقدیر کرد. گیم اسپات نیز Chessmaster 10th Edition را مثبت نقد نمود و آن را یک نرم‌افزار بزرگ نامید که هر شخصی (چه مبتدی و چه حرفه‌ای) می‌تواند از آن استفاده کامل را ببرد.
یکی از نقدهای عمومی در مورد این سری مربوط به عدم پیشرفت امکانات در شماره جدید آن می‌باشد، طوری که آی‌جی‌ان دربارهٔ Chessmaster 10th Edition نوشت: «این بازی نسبت به دو نسخه قبل تر به اندازه کافی به روز نشده‌است».